# 79896 Billhaley
79896 Billhaley este un asteroid din centura principală de asteroizi.

## Descriere
79896 Billhaley este un asteroid din centura principală de asteroizi. A fost descoperit pe 20 ianuarie 1999 la Observatorul Kleť par l'Observatorul Kleť. Asteroidul prezintă o orbită caracterizată de o semiaxă mare de 2,68 ua, o excentricitate de 0,12 și o înclinație de 11,9° în raport cu ecliptica.